# 윈도우 95
윈도우 95(Windows 95, 코드명: 시카고)는 마이크로소프트가 윈도우 9x 운영 체제 제품군의 일부로서 개발한 소비자 지향 운영체제이다. 9x 제품군의 첫 번째 운영 체제인 윈도우 3.1의 후속 운영 체제이며 1995년 7월 14일에 제조에 출시되었으며 일반적으로 윈도우 NT 3.51 출시 후 거의 3개월 후인 1995년 8월 24일에 소매되었다. 윈도우 95는 최신 윈도우의 느낌(작업 표시줄, 시작 메뉴)을 포함하는 마이크로소프트 윈도우의 첫 번째 버전이다. 윈도우 95는 마이크로소프트의 이전에 있던 별도 MS-DOS 및 마이크로소프트 윈도우 제품을 병합했으며 이전 제품에 비해 그래픽 사용자 측면에서 두드러지게 향상된 기능을 제공했다. 인터페이스(GUI) 및 단순화된 "플러그 앤 플레이" 기능을 제공한다. 또한 적어도 32비트 보호 모드 응용 프로그램만 실행하는 경우에는 주로 협동 멀티태스킹 16비트 아키텍처에서 32비트 선점 멀티태스킹 아키텍처로 이동하는 등 운영 체제의 핵심 구성 요소에 대한 주요 변경 사항도 있었다.
광범위한 마케팅 캠페인과 함께 윈도우 95는 이후 윈도우 버전에 포함된 수많은 기능과 기능을 도입했으며 작업 표시줄, 알림 영역 및 "시작" 버튼과 같은 현대적인 변형이 오늘날까지 계속되고 있다. 개인용 컴퓨팅 산업에서 가장 크고 중요한 제품 중 하나로 간주된다.
윈도우 95가 출시된 지 3년 후 윈도우 98이 뒤를 이었다. 그럼에도 불구하고 윈도우 95는 윈도우 98 출시에도 불구하고 1998년에 가장 인기 있는 운영 체제로 남아있었다. 마이크로소프트는 2000년 12월 31일에 윈도우 95에 대한 주류 지원을 종료했다. 윈도우 NT 3.51와 마찬가지로, 윈도우 95는 2001년 12월 31일에 종료되어 1년만 연장 지원을 받았다.

## 개발
윈도우 95의 초기 디자인과 계획은 윈도우 3.1이 출시되기 바로 전인 1992년 3월경으로 거슬러 올라간다. 현재 윈도우 포 워크그룹 3.11과 윈도우 NT 3.1은 아직 개발 중이었다. 이 시점에서 마이크로소프트의 전략은 윈도우 NT를 기반으로 한 차세대 하이엔드 OS, 즉 카이로(카이로)와 윈도우 3.1의 진화로서 소비자 중심의 저가형 OS를 갖추는 것이었다. 후자의 전략은 윈도우 포 워크그룹 3.11에서 32비트 보호 모드 장치 드라이버를 사용하여 32비트 기본 커널과 파일 시스템을 개발하여 다음 버전의 윈도우(코드명 "시카고")의 기반으로 사용하는 것이었다. 카이로는 윈도우 NT를 기반으로 하는 마이크로소프트의 차세대 운영 체제로 새로운 사용자 인터페이스와 객체 기반 파일 시스템을 특징으로 하지만 1994년 이전에는 출시될 계획이 없었다. 그러나 카이로는 출시되지 않았다. 카이로 프로젝트는 결국 1996년 7월 말에 개체 기반 파일 시스템 없이 윈도우 NT 4.0으로 출시되었으며, 나중에 WinFS로 발전하게 되었다.
윈도우 3.1 출시와 동시에 IBM은 OS/2 2.0 출시를 시작했다. 마이크로소프트는 32비트 응용 프로그램과 선점형 멀티태스킹을 지원할 수 있으면서도 저가형 하드웨어에서도 계속 실행될 수 있는 업데이트된 윈도우 버전이 필요하다는 사실을 깨달았다(윈도우 NT는 지원하지 않음). 처음에 "시카고" 팀은 제품이 어떻게 포장될지 몰랐다. 처음에는 기본 OS인 MS-DOS 7, 문자 모드 OS가 맨 위에 있는 윈도우 포 워크그룹 3.11 커널의 발전, 그리고 완전히 통합된 그래픽 윈도우 OS라는 두 가지 제품이 있을 수 있다고 생각했다. 그러나 프로젝트가 시작되자마자 MS-DOS 7에 대한 아이디어는 포기되었고 통합 그래픽 OS인 윈도우 "시카고"만을 개발하기로 결정되었다.

### 베타
윈도우 95의 공식 출시 이전에 미국과 영국의 사용자는 윈도우 95 프리뷰 프로그램에 참여할 기회를 가졌다. US$19.95/£19.95의 경우 사용자는 윈도우 3.1에서 업그레이드하거나 새로 설치하여 윈도우 95를 설치하는 데 사용할 수 있는 3.5인치 플로피 디스크 여러 개를 받게 된다. 참가자들은 또한 마이크로소프트가 윈도우 95와 함께 출시한 온라인 서비스인 마이크로소프트 네트워크(MSN)의 무료 프리뷰를 제공받았다. 프리뷰 기간 동안 마이크로소프트는 새로운 시스템 하이라이트를 설명하는 미디어 리뷰어를 위한 세부 문서를 포함하여 시카고에 대한 홍보 및 기술 문서를 위한 다양한 전자 배포 지점을 구축했다. 프리뷰 버전은 1995년 11월에 만료되었으며, 그 이후 사용자는 윈도우 95 최종 버전을 구입해야 한다.

## 아키텍처

아키텍처 그림

윈도우 95는 기존 MS-DOS 및 16비트 윈도우 프로그램 및 장치 드라이버와 최대한 호환되도록 설계되었으며 더욱 안정적이고 성능이 뛰어난 시스템을 제공한다. 윈도우 95 아키텍처는 윈도우 포 워크그룹의 386 확장 모드가 발전된 것이다.
구성 관리자(CONFIGMG)
플러그 앤 플레이 기능 구현을 담당한다. 하드웨어 구성 변경 모니터링 버스 열거자를 사용하여 장치를 감지한다. 입출력 포트, IRQ, DMA 채널 및 메모리를 충돌 없는 방식으로 할당한다.
설치 가능한 파일 시스템 관리자(입출력 하위 시스템)
지원되는 파일 시스템에 대한 액세스를 조정한다. 윈도우 95는 처음에 FAT12, FAT16, VFAT 확장, ISO 9660(CDFS), Joliet 및 네트워크 리디렉터를 지원하며 이후 릴리스에서는 FAT32를 지원했다.
물리적 미디어에 대한 액세스 요청은 요청 예약을 담당하는 구성 요소인 입출력 슈퍼바이저에 전송된다. 각 물리적 미디어에는 해당 장치 드라이버가 있다. 디스크에 대한 액세스는 포트 드라이버에 의해 수행되는 반면, SCSI 장치에 대한 액세스는 SCSI 계층 위에서 작동하는 미니포트 드라이버에 의해 처리된다. 포트 및 미니포트 드라이버는 MS-DOS 및 BIOS를 우회하여 32비트 보호 모드에서 I/O 작업을 수행하여 성능을 크게 향상시킨다. 특정 저장 장치에 대한 기본 윈도우 드라이버가 없거나 장치가 강제로 호환 모드에서 실행되어야 하는 경우 리얼 모드 매퍼는 MS-DOS를 통해 해당 장치에 액세스할 수 있다.
32비트 윈도우 프로그램에는 원하는 크기로 조정할 수 있는 메모리 세그먼트가 할당된다. 세그먼트 외부의 메모리 영역은 프로그램에서 액세스할 수 없다. 프로그램이 충돌하더라도 다른 어떤 것도 피해를 입지 않는다. 이전에는 프로그램이 고정된 비독점 64KB 세그먼트를 사용했다. 64KB 크기는 DOS와 윈도우 3.x에서 심각한 장애가 되었지만 프로그램이 때때로 서로의 세그먼트를 덮어쓰기 때문에 배타성을 보장하지 못하는 것이 안정성 문제의 원인이었다. 윈도우 3.x 프로그램이 충돌하면 주변 프로세스가 중단될 수 있다.
Win32 API는 각각 16비트 및 32비트 구성 요소로 구성된 세 가지 모듈로 구현된다.
커널
메모리 및 프로세스 관리에 대한 높은 수준의 액세스와 파일 시스템에 대한 액세스를 제공한다. KRNL386.EXE, KERNEL32.DLL 및 VWIN32.VXD로 구성된다.
사용자
창, 메뉴, 버튼 등 다양한 사용자 인터페이스 구성요소를 관리하고 그리는 일을 담당한다. USER.EXE와 USER32.DLL로 구성된다.
그래픽 장치 인터페이스(GDI)
장치 독립적인 방식으로 그래픽 그리기를 담당한다. GDI.EXE와 GDI32.DLL로 구성된다.

### MS-DOS 의존

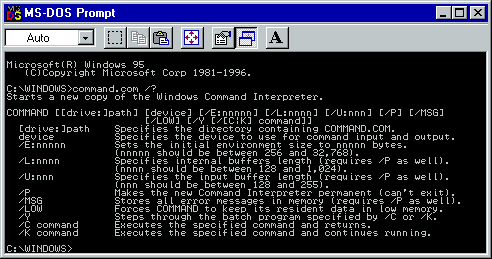
윈도우 95의 윈도우 콘솔에서 실행 중인 command.com(MS-DOS 프롬프트)

최종 사용자에게 MS-DOS는 윈도우 95의 기본 구성 요소로 나타난다. 예를 들어 그래픽 사용자 인터페이스의 로딩을 방지하고 시스템을 리얼 모드 MS-DOS 환경으로 부팅하는 것이 가능하다. 이는 command.com을 autoexec.bat 파일에 삽입하거나 MSDOS.SYS 파일의 BootGUI 변수를 0으로 변경하여 수행되었다. 이로 인해 윈도우 95가 운영 체제인지 아니면, MS-DOS 위에서 실행되는 단순한 그래픽 셸인지에 대한 사용자와 전문가 사이의 논쟁이 촉발되었다.
그래픽 사용자 인터페이스가 시작되면 가상 머신 관리자가 파일 시스템 관련 및 디스크 관련 기능을 인계받는다. MS-DOS 자체는 16비트 장치 드라이버에 대한 호환성 계층으로 강등되었다. 이는 MS-DOS를 사용하여 파일 및 디스크 액세스를 수행하는 이전 버전의 윈도우와 대조된다(윈도우 포 워크그룹 3.11은 32비트 파일 액세스 및 32비트 디스크 액세스가 활성화된 경우 MS-DOS를 크게 우회할 수도 있음). MS-DOS를 메모리에 유지하면 적절한 윈도우 드라이버를 사용할 수 없을 때 윈도우 95에서 DOS 장치 드라이버를 사용할 수 있다. 윈도우 95는 모든 16비트 윈도우 3.x 드라이버를 사용할 수 있다.
윈도우 3.x와 달리 윈도우 95에서 실행되는 DOS 프로그램에는 마우스, CD-ROM 및 사운드 카드용 DOS 드라이버가 불필요하다. 대신 윈도우 드라이버가 사용된다. HIMEM.SYS는 윈도우 95를 부팅하는 데 여전히 필요하다. 그러나 EMM386 및 기타 메모리 관리자는 DOS 프로그램에서만 사용된다. 또한 CONFIG.SYS 및 AUTOEXEC.BAT 설정(HIMEM.SYS 제외)은 윈도우 프로그램에 영향을 주지 않는다. 윈도우 3.x에서 실행될 수 없었던 DOS 게임은 윈도우 95에서 실행될 수 있다(게임은 윈도우 3.x를 잠그거나 다른 문제를 일으키는 경향이 있었다). 윈도우 3.x와 마찬가지로 EGA 또는 VGA 그래픽 모드를 사용하는 도스 프로그램은 창 모드에서 실행된다(CGA 및 텍스트 모드 프로그램은 계속 실행될 수 있음).
시작 시 윈도우 95의 MS-DOS 구성 요소는 기본 부팅 프로세스를 일시적으로 중지하고 DOS 부팅 옵션 메뉴를 표시하여 F8 키를 눌렀을 때 응답한다. 이를 통해 사용자는 윈도우를 정상적으로 계속 시작하거나 안전 모드에서 윈도우를 시작하거나 윈도우를 도스 프롬프트로 종료할 수 있다. 이전 버전의 MS-DOS와 마찬가지로 32비트 지원이 없으며 마우스 및 기타 하드웨어에 대해 DOS 드라이버를 로드해야 한다.
DOS 호환성의 결과로 윈도우 95는 내부 DOS 데이터 구조를 윈도우 95의 데이터 구조와 동기화해야 한다. 프로그램을 시작할 때 기본 32비트 윈도우 프로그램이라 할지라도 MS-DOS는 일시적으로 실행되어 프로그램 세그먼트 프리픽스(segment prefix)와 같은 데이터 구조를 생성한다. MS-DOS에서 기본 메모리가 부족해 프로그램이 실행되지 않을 수도 있다. 윈도우 3.x에서는 먼저 기본 메모리에 고정 세그먼트를 할당했다. 세그먼트가 고정으로 할당되었기 때문에 윈도우에서는 세그먼트를 이동할 수 없었으며 이로 인해 더 이상 프로그램이 실행되지 않았다.
마이크로소프트는 윈도우 95 OSR2(OEM 서비스 릴리스 2)에서 파일 제어 블록(도스 1.x 및 CP/M의 API 보유)에 대한 지원을 부분적으로 제거했다. FCB 기능은 FAT32 볼륨을 읽을 수 있지만 쓸 수는 없다.

## 사용자 인터페이스
윈도우 95에서는 데스크톱 메타포를 기반으로 재설계된 셸을 도입했다. 파일 바로 가기('셸 링크'라고도 함)가 도입되었고 데스크톱은 맥 OS를 연상시키는 응용 프로그램, 파일 및 폴더에 대한 바로가기를 유지하도록 용도가 변경되었다.
윈도우 3.1에서는 바탕 화면을 사용하여 실행 중인 응용 프로그램의 아이콘을 표시했다. 윈도우 95에서는 현재 실행 중인 응용 프로그램이 화면 아래쪽 작업 표시줄에 단추로 표시되었다. 작업 표시줄에는 백그라운드 응용 프로그램 아이콘, 볼륨 조절 및 현재 시간을 표시하는 데 사용되는 알림 영역도 포함되어 있다.
작업 표시줄의 "시작" 버튼을 클릭하거나 윈도우 키를 눌러 호출되는 시작 메뉴는 응용 프로그램을 시작하거나 문서를 여는 추가 수단으로 도입되었다. 이전 프로그램 관리자에서 사용했던 프로그램 그룹을 유지하면서 계단식 하위 메뉴 내에 응용 프로그램도 표시했다.
이전 파일 관리자 프로그램은 윈도우 탐색기로 대체되고 탐색기 기반 제어판이 추가되었으며 내 컴퓨터, 전화 접속 네트워킹, 휴지통, 네트워크 환경, 내 문서, 최근 문서, 글꼴, 프린터, 내 서류 가방 등 여러 특수 폴더가 추가되었다. CD 드라이브에 자동 실행이 도입되었다.
사용자 인터페이스는 이전 버전의 윈도우와 크게 달라졌지만 디자인 언어에는 메트로, 아쿠아 또는 머티리얼 디자인과 같은 특별한 이름이 없었다. 내부적으로는 "새 셸"(new shell)이라고 불렸고 나중에는 간단히 "셸"이라고 불렸다. 새로운 셸을 개발하기 위한 마이크로소프트 내의 하위 프로젝트는 내부적으로 "Stimpy"로 알려졌다.
1994년 마이크로소프트 디자이너 마크 맬러머드(Mark Malamud)와 에릭 가브릴룩(Erik Gavriluk)은 윈도우 95 프로젝트용 음악을 작곡하기 위해 브라이언 이노에게 접근했다. 그 결과 윈도우 95 운영 체제의 6초 시작 음악 사운드인 마이크로소프트 사운드가 탄생했으며 1995년 5월 윈도우 95 5월 테스트 릴리스 빌드 468에서 시작 사운드로 처음 출시되었다.
윈도우 95 및 윈도우 NT 4.0용으로 출시되었을 때 인터넷 익스플로러 4에는 선택적 윈도우 데스크톱 업데이트가 함께 제공되었다. 이 업데이트는 빠른 실행 도구 모음과 인터넷 익스플로러에 통합된 액티브 데스크톱 등 새로운 기능을 포함하여 윈도우 탐색기에 대한 몇 가지 추가 업데이트를 제공하도록 셸을 수정했다. (인터넷 콘텐츠를 데스크톱에 직접 표시할 수 있음)
바탕 화면, 작업 표시줄, 시작 메뉴, 윈도우 탐색기 파일 관리자 등 윈도우 95에 도입된 일부 사용자 인터페이스 요소는 이후 윈도우 버전에서도 근본적으로 변경되지 않았다.

## 기술적 개선
윈도우 95에는 255자의 대소문자 혼합 긴 파일 이름과 선점 멀티태스킹 보호 모드 32비트 응용 프로그램에 대한 지원이 포함되었다. 16비트 프로세스는 여전히 협동적으로 멀티태스킹을 수행했다.

### 플러그 앤 플레이
윈도우 95는 가능한 한 장치 감지 및 구성을 자동화하려고 시도했지만 필요한 경우 수동 설정으로 돌아갈 수 있었다. 윈도우 95의 초기 설치 과정에서 시스템에 설치된 모든 장치를 자동으로 검색하려고 시도한다.
윈도우 95에는 또한 장치 관리자가 도입되어 올바른 드라이버와 구성에서 어떤 장치가 최적으로 작동하는지 표시했다. 또한 사용자가 자동 플러그 앤 플레이 기반 드라이버 설치를 수동 옵션으로 무시하거나 여러 반자동 구성을 선택하여 여전히 수동 구성이 필요한 장치에 대한 리소스를 확보할 수 있도록 도입되었다.
윈도우 95에는 고급 전원 관리 기능도 내장되어 있다.

### 긴 파일 이름
VFAT 파일 시스템을 통해 윈도우 95에서 새로 지원하기 시작한 긴 파일 이름 기능을 사용하려면 32비트 파일 접근이 필요했다. 윈도우 응용 프로그램은 물론 윈도우에서 실행되는 도스용 응용 프로그램에서 긴 파일 이름이 지원되었다. 긴 파일 이름을 사용하려면 더 긴 경로 이름의 버퍼와 새로운 시스템 호출을 사용해야 했기에 약간의 조작이 필요했다. MS-DOS와 경쟁 관계에 있던 도스 호환 운영체제들은 긴 파일 이름을 사용하기 위해 업그레이드가 필요했다. 또한, 긴 파일 이름을 지원하지 않는 종전 버전의 도스용 유틸리티 프로그램을 사용해 파일을 다룰 경우 긴 파일 이름이 없어지는 문제가 있었다. 윈도우 3.1x에서 업그레이드하는 경우, 설치되어 있는 도스 유틸리티들 가운데 호환되지 않는 프로그램을 자동으로 찾아 사용되지 않도록 하였다. 긴 파일 이름을 지원하지 않는 오래된 유틸리티(MS-DOS 6.22에 포함된, 조각을 모을 때 쓰는 defrag 등)를 꼭 써야 될 때에는 윈도우 95 설치 CD에 함께 제공되는 LFNBACK 프로그램을 가지고 따로 긴 파일 이름을 백업하고 복구해야만 한다.
윈도우 95에는 255자의 대소문자 혼합 긴 파일 이름과 선점 멀티태스킹 보호 모드 32비트 응용 프로그램에 대한 지원이 포함되었다. 16비트 프로세스는 여전히 협동적으로 멀티태스킹을 수행했다.

### 32비트
윈도우 95는 이전 16비트 x86 프로세서에 대한 지원이 부족하여 인텔 80386(또는 호환 기종)이 필요한 윈도우 포 워크그룹 3.11을 따랐다. OS 커널은 32비트이지만 많은 코드(특히 사용자 인터페이스용)는 성능상의 이유와 개발 시간 제약으로 인해 16비트로 유지되었다. 이는 시스템 안정성에 다소 해로운 영향을 미치고 빈번한 응용 프로그램 충돌을 초래했다.
윈도우 포 워크그룹 3.11에 32비트 파일 액세스가 도입되었다는 것은 윈도우가 실행되는 동안 파일을 관리하는 데 16비트 리얼 모드 MS-DOS가 사용되지 않는다는 것을 의미했으며, 이전에 32비트 디스크 액세스가 도입되었다는 것은 PC가 BIOS는 더 이상 하드 디스크 관리에 사용되지 않는 경우가 많다. 호환성을 위해 이전 스타일의 드라이버를 실행하는 데 DOS를 사용할 수 있지만 마이크로소프트에서는 적절한 멀티태스킹을 방해하고 시스템 안정성을 손상시키므로 사용을 권장하지 않는다. 제어판을 통해 사용자는 시스템에서 사용되는 MS-DOS 구성 요소를 확인할 수 있다. 이를 우회하면 최적의 성능이 달성된다. 윈도우 커널은 사용자가 기본 보호 모드 드라이버 로드와 관련된 문제를 해결할 수 있도록 하기 위해 존재하는 안전 모드에서 MS-DOS 스타일 리얼 모드 드라이버를 사용한다.

### OEM 서비스 릴리스의 코어 개선
윈도우 95의 OEM 서비스 릴리스에는 윈도우 95의 원래 릴리스에는 포함되지 않았던 몇 가지 핵심 신기술에 대한 지원이 도입되었다. 여기에는 인터넷 익스플로러 웹 브라우저, 드라이브스페이스 압축, OpenGL, DirectX, FAT32 파일 시스템 지원, UltraDMA 디스크 드라이브 모드, USB(범용 직렬 버스), IEEE 1394(파이어와이어) 및 가속 그래픽 포트가 포함된다.

### 접근성 기능
윈도우 95에는 고정 키, 필터키, 토글키, 마우스 키와 같은 컴퓨터 접근성 기능이 도입되었다. Microsoft Active Accessibility API는 윈도우 95용 추가 기능으로 도입되었다.

## 시스템 요구 사항
공식 시스템 요구 사항은 선택한 기능에 따라 모든 속도의 인텔 386DX CPU, 4MB의 시스템 RAM 및 50-55MB의 하드 디스크 공간이었다. 이러한 최소한의 주장은 윈도우 3.1 마이그레이션 시장을 최대화하기 위해 만들어졌다. 이 구성은 가상 메모리에 크게 의존하며 단일 작업 전용 워크스테이션에서 생산적으로 사용하는 데에만 최적이었다. 386 SX에서 윈도우 95를 실행할 수 있었지만 16비트 외부 데이터 버스로 인해 허용 가능한 성능이 훨씬 떨어졌다. 최적의 성능을 달성하기 위해 마이크로소프트는 최소 8MB RAM을 갖춘 i486 또는 호환 CPU를 권장한다.
윈도우 95는 2.1GHz보다 빠른 프로세서와 약 480MB 이상의 메모리를 갖춘 컴퓨터에서 부팅되지 않을 수 있다. 이러한 경우 파일 캐시 크기나 비디오 메모리 크기를 줄이는 것이 도움이 될 수 있다. 마이크로소프트에 따르면 이론상 최대 용량은 2GB이다.
대부분의 윈도우 95 복사본은 CD-ROM에 있었지만 이전 시스템에서는 3+1⁄2인치 플로피 버전도 사용할 수 있었다. 윈도우 95의 일반 정품 플로피 디스크 버전에는 13개의 DMF 형식 플로피 디스크가 포함되어 있었으며, OSR 2.1에서는 플로피 개수를 26개로 두 배로 늘렸다. 두 버전 모두 CD-ROM 버전에 포함되었을 수 있는 추가 소프트웨어가 포함되어 있지 않다. 마이크로소프트 플러스! 윈도우 95용은 플로피 디스크에서도 사용할 수 있었다.

## 업그레이드 가능성
윈도우 95는 윈도우 98로 대체되었으며, 여기에는 기본적으로 윈도우 데스크톱 업데이트와 인터넷 익스플로러 4도 포함되었다. 윈도우 2000 프로페셔널이나 윈도우 미를 통해 직접 업그레이드할 수도 있다. 오피스 2000은 윈도우 95와 호환되는 마지막 마이크로소프트 오피스 버전이다. 마찬가지로 2000년 6월에 출시된 윈도우 미디어 플레이어 7.0과 2001년 2월에 출시된 DirectX 8.0a는 각각 윈도우 95에서 사용할 수 있는 윈도우 미디어 플레이어 및 DirectX의 마지막 버전이다.
윈도우 95는 공식적으로 닷넷 프레임워크를 지원하지 않았지만 버전 2.0 및 3.5는 2024년에 운영 체제에 대해 비공식적으로 백포트되었다.

### 인터넷 익스플로러
윈도우 95는 원래 인터넷 익스플로러 없이 출시되었으며 기본 네트워크 설치에는 인터넷에서 사용되는 네트워크 프로토콜인 TCP/IP가 설치되지 않았다. 윈도우 95 출시일에는 인터넷 익스플로러 1.0을 사용할 수 있었지만 별도의 제품인 윈도우 95용 추가 기능 팩인 플러스!를 통해서만 가능했다. 플러스! 팩은 운영 체제 자체만큼 많은 소매 소비자에게 도달하지 못했지만(테마 및 향상된 디스크 압축과 같은 인터넷과 관련되지 않은 추가 기능에 대해 주로 광고됨) 일반적으로 사전 설치된(OEM) 판매에는 포함되었다. 윈도우 95 출시 당시 웹은 주로 NCSA 모자이크 및 넷스케이프 내비게이터(IBox와 같은 제품에서 홍보됨)와 같은 다양한 초기 웹 브라우저를 사용하여 검색되었다.
윈도우 95 OEM 서비스 릴리스 1은 OS에 인터넷 익스플로러(버전 2.0)가 포함된 최초의 윈도우 릴리스였다. 제거 프로그램은 없었지만 원하는 경우 쉽게 삭제할 수 있었다. OEM 서비스 릴리스 2에는 인터넷 익스플로러 3이 포함되어 있다. 윈도우 95(또는 컴퓨터에 사전 설치된 OSR2.5 버전)에 인터넷 익스플로러 4를 설치하면 윈도우 데스크톱 업데이트라고 알려진 윈도우 95 액티브 데스크톱 및 브라우저가 윈도우 탐색기에 통합된다. 윈도우 95 마지막 릴리스의 CD 버전인 OEM 서비스 릴리스 2.5(버전 4.00.950C)에는 인터넷 익스플로러 4가 포함되어 있으며 윈도우 95의 초기 설정 및 첫 번째 부팅이 완료된 후에 이를 설치한다.
브라우저의 4.x 시리즈에만 윈도우 데스크톱 업데이트 기능을 설치하는 옵션이 포함되어 있었지만 후속 5.x 버전에는 숨겨진 옵션이 있었다. 임시 폴더에 있는 설치 프로그램의 구성 파일을 편집하면 설치 프로그램에서 해당 기능을 사용할 수 있다. 또는 윈도우 95 및 윈도우 NT 4.0 사용자는 최신 버전의 인터넷 익스플로러를 설치하기 전에 먼저 데스크톱 업데이트와 함께 IE 4를 설치할 수 있다. 윈도우 95에서 지원되는 마지막 인터넷 익스플로러 버전은 2001년 7월 23일에 출시된 SP2가 포함된 인터넷 익스플로러 5.5이다. 윈도우 95에는 MSN(마이크로소프트 네트워크)이라는 마이크로소프트의 전화 접속 온라인 서비스가 함께 제공된다.

## 출시 및 홍보
출시 당일 매출은 7억 2천만 달러에 달할 것으로 예상된다. 윈도우 95의 마케팅 캠페인은 전체 업계에 걸쳐 10억 달러로 추산되었다. 윈도우 95 릴리스에는 롤링 스톤스의 1981년 싱글 "Start Me Up"(시작 버튼 참조)이 포함된 광고가 포함되어 있다. 마이크로소프트가 윈도우 95 광고 캠페인에 이 노래를 사용하는 대가로 롤링 스톤스에 800만 달러에서 1,400만 달러를 지불했다는 사실이 널리 알려졌다. 그러나 마이크로소프트는 이는 밴드가 시장 가치를 높이기 위해 퍼뜨린 소문일 뿐이며 회사는 300만 달러를 지불했다고 밝혔다. 윈도우 95의 기능을 소개하기 위해 제니퍼 애니스턴과 매슈 페리가 등장하는 "사이버 시트콤"이라는 30분짜리 홍보 비디오도 공개되었다.
영국에서는 가장 큰 컴퓨터 체인인 PC 월드가 대량의 POS(point of sales) 자료를 수신했다. 많은 지점이 자정에 문을 열어 제품의 첫 번째 사본을 판매했다. 타임스의 사본은 무료로 제공되었으며 마이크로소프트는 150만 부(당시 일일 발행량의 두 배)에 대한 비용을 지불했다.
미국에서는 뉴욕시의 엠파이어 스테이트 빌딩에 윈도우 로고 색상과 일치하도록 조명이 켜졌다. 캐나다에서는 토론토의 CN 타워 측면에 100m(330피트) 배너가 걸렸다.
이 릴리스에는 에디 브리켈의 "Good Times" 뮤직 비디오, 위저의 "Buddy Holly" 뮤직 비디오, 1995년 영화 롭 로이 및 컴퓨터 게임 호버!(Hover!)의 예고편을 포함하여 CD에 다양한 "Fun Stuff" 항목이 포함되어 있다.
단 4일 만에 전 세계적으로 100만 장이 배송될 정도로 판매가 강세를 보였다. 인터내셔널 데이터 코퍼레이션에 따르면 1998년 말까지 윈도우 95는 시장 점유율 57.4%로 가장 많이 사용된 데스크톱 OS였으며, 후속 제품인 윈도우 98이 17.2%로 2위를 차지했다. 윈도우 95는 또한 1999년 5월에도 대규모 고객에게 더 많은 비 OEM 복사본을 판매했는데, 이는 분석가들이 윈도우 2000 출시를 기다리는 대기업의 결과라고 생각했다.

### 에디션
여러 윈도우 95 에디션이 출시되었다. 원래 릴리스만 수축 포장된 제품으로 판매되었다. 최신 버전은 새 PC에 설치하기 위해 컴퓨터 OEM에만 제공되었다. 이러한 이유로 이러한 버전을 OSR(OEM 서비스 릴리스)이라고 한다.
윈도우 95 출시와 함께 마이크로소프트는 인터넷 익스플로러, 드라이브스페이스 및 추가 테마를 포함하여 고급 멀티미디어 PC를 위한 여러 가지 선택적 구성 요소가 포함된 윈도우 95용 마이크로소프트 플러스 팩을 출시했다.
서비스 팩 1은 최초 릴리스 후 반년 후에 출시되었으며 몇 가지 작은 버그가 수정되었다.
서비스 팩 2에는 주로 새로운 하드웨어에 대한 지원이 도입되었으며, 특히 FAT32 파일 시스템 형태로 2GB보다 큰 하드 드라이브에 대한 지원이 도입되었다. 이 릴리스는 최종 사용자에게 직접 제공되지 않았으며 새 PC 구입 시 OEM을 통해서만 판매되었다.
서비스 팩 3는 출시되지 않았지만 서비스 팩 2에 대한 두 개의 작은 업데이트가 USB Supplement(OSR 2.1) 및 윈도우 데스크톱 업데이트(OSR 2.5) 형태로 출시되었다. 둘 다 독립 실행형 업데이트와 OEM이 제공하는 업데이트된 디스크 이미지로 제공되었다. OSR 2.5는 윈도우 탐색기에 여러 가지 변경 사항을 적용하여 인터넷 익스플로러 4.0과 통합한 것으로 유명하다. 이 인터넷 익스플로러 버전은 윈도우 98의 기능과 매우 유사해 보인다.
| 릴리스                         | 코드명   | 출시일           | CD-Code          | 버전        | 버전                                                        | 버전                | 소프트웨어 구성 요소 | 소프트웨어 구성 요소 | 소프트웨어 구성 요소 | 소프트웨어 구성 요소 | 소프트웨어 구성 요소 | 하드웨어 지원 | 하드웨어 지원 | 하드웨어 지원 | 하드웨어 지원 | 하드웨어 지원 | 하드웨어 지원 | 하드웨어 지원 | 하드웨어 지원 | 하드웨어 지원                  |
| 릴리스                         | 코드명   | 출시일           | CD-Code          | 시스템 속성 | 시스템 파일                                                 | 타임스탬프          | MS-DOS               | 인터넷 익스플로러    | 드라이브스페이스     | OpenGL               | DirectX              | FAT32         | Infrared      | UDMA          | IRQ 스티어링  | USB           | IEEE 1394     | AGP           | MMX           | P6                             |
| ------------------------------ | -------- | ---------------- | ---------------- | ----------- | ----------------------------------------------------------- | ------------------- | -------------------- | -------------------- | -------------------- | -------------------- | -------------------- | ------------- | ------------- | ------------- | ------------- | ------------- | ------------- | ------------- | ------------- | ------------------------------ |
| Windows 95 (retail and OEM)    | Chicago  | 1995년 8월 24일  | 0795             | 4.00.950    | 4.00.950                                                    | 1995-07-11 09:50:00 | 7.0                  | 1.0 OEM only         | 2                    | 빈칸                 | 빈칸                 | 아니요        | 아니요        | 아니요        | 아니요        | 아니요        | 아니요        | 아니요        | 버그          | 버그                           |
| Microsoft Plus! for Windows 95 | Frosting | 1995년 8월 24일  | 빈칸             | 빈칸        | 4.40.310                                                    | 1995-07-14 04:40:00 | 7.0                  | 1.0                  | 3                    | 빈칸                 | 빈칸                 | 아니요        | 아니요        | 아니요        | 아니요        | 아니요        | 아니요        | 아니요        | 버그          | 버그                           |
| Service Pack 1                 | 빈칸     | 1996년 2월 14일  | 빈칸             | 4.00.950a   | 4.00.951                                                    | 1995-12-31 09:50:00 | 7.0                  | 2.0                  | 2                    | 빈칸                 | 빈칸                 | 아니요        | 예            | 아니요        | 아니요        | 아니요        | 아니요        | 아니요        | 버그          | 버그                           |
| OEM Service Release 1          | 빈칸     | 1996년 2월 14일  | 0196             | 4.00.950a   | 4.00.951                                                    | 1995-12-29 09:51:00 | 7.0                  | 2.0                  | 2                    | 빈칸                 | 빈칸                 | 아니요        | 예            | 아니요        | 아니요        | 아니요        | 아니요        | 아니요        | 버그          | 버그                           |
| OEM Service Release 2          | 빈칸     | 1996년 8월 30일  | 0796             | 4.00.950 B  | 4.00.1111                                                   | 1996-08-24 11:11:11 | 7.1                  | 3.0                  | 3                    | 1.1                  | 2.0a                 | 예            | 예            | 예            | 예            | 아니요        | 예            | 아니요        | 예            | 예 with updated USB supplement |
| USB Supplement to OSR2         | Detroit  | 1997년 8월 27일  | 빈칸             | 4.00.950 B  | 4.03.1212 4.03.1214 4.03.1216 (with updated USB supplement) | 1997-04-10 12:14:00 | 7.1                  | 3.0                  | 3                    | 1.1                  | 2.0a                 | 예            | 예            | 예            | 예            | 예            | 예            | 예            | 예            | 예 with updated USB supplement |
| OEM Service Release 2.1        | 빈칸     | 1997년 8월 27일  | 0197 (US) / 0397 | 4.00.950 B  | 4.03.1212 4.03.1214 4.03.1216 (with updated USB supplement) |                     | 7.1                  | 3.0                  | 3                    | 1.1                  | 2.0a                 | 예            | 예            | 예            | 예            | 예            | 예            | 예            | 예            | 예 with updated USB supplement |
| OEM Service Release 2.5        | 빈칸     | 1997년 11월 26일 | 1297             | 4.00.950 C  | 4.03.1216                                                   | 1997-11-26 12:16:00 | 7.1                  | 4.00                 | 3                    | 1.1                  | 5.0                  | 예            | 예            | 예            | 예            | 예            | 예            | 예            | 예            | 예 with updated USB supplement |

1. ↑  The version string displayed in the "System properties" tab. Right-click on "My Computer" and choose "Properties".
2. ↑  The version of updated system files. Note that most system files which have not been updated often retain their old version number. Version numbers are not consistently used: some system files may have older or newer build numbers or use a version numbering scheme separate from regular system files.
3. ↑  Upgradable to 5.5
4. ↑  Upgradable to 8.0a
5. ↑  Some components have higher build numbers up to 955.
6. ↑  Original release of the USB Supplement to OSR2.
7. ↑  Updated version of the USB Supplement to OSR2.
8. 1 2  The Microsoft Knowledge Base reports 4.03.1214. The USB Supplement to OSR2 contains an updated VMM.VXD with support for the Pentium Pro and Pentium II. This file has version 4.03.1216 and has a timestamp of 1997년 9월 23일 09:51:18.

### 한국어판
윈도우 95 한글판(출시 당시 제품명은 “마이크로소프트 한글 윈도우 95 운영체제”)은 1995년 11월 28일에 출시되었다. 한글 처리를 위해 영문판보다 높은 사양의 시스템이 필요했다. 그래서 한국어판을 설치하려면 적어도 6 메가바이트의 메모리에(12 메가바이트 이상 권장) 55-60 메가바이트의 하드 디스크의 공간이 남아 있어야 했다. 윈도우 95 한국어판에서는 기존의 한글 MS-DOS에서 쓰이던 완성형 한글 코드를 단순 확장시킨 확장 완성형(통합형) 한글 코드를 지원하였으며, 확장 완성형에 대응하지 않는 기존의 응용 프로그램에 대해서는 완성형과 확장 완성형 한글 코드를 선택할 수 있도록 하였다. 한글판은 한글 글꼴 파일인 바탕(BATANG.TTC)과 굴림(GULIM.TTC)을 포함하고 있다.

## 유산
2001년 12월 31일에 마이크로소프트는 윈도우 95에 대한 지원을 종료하여 마이크로소프트 수명 주기 정책에 따라 윈도우 95를 "구식" 제품으로 만들었다.
이후 시작 메뉴, 작업 표시줄 등 많은 기능이 윈도우 95에서 시작되어 마이크로소프트 윈도우 시리즈의 핵심 구성 요소가 되었다. 가트너 분석가인 닐 맥도널드는 윈도우 95가 "기술적 역량과 안정성의 차이에서 비약적인 도약을 이루었다"라고 말했다. CNET의 이나 프라이드(Ina Fried)는 "윈도우 95가 2001년에 마침내 시장에 출시되었을 때 전 세계 컴퓨터 데스크톱의 고정 장치가 되었다"라고 말했다.
저장 위치로 사용할 수 있는 바탕 화면, 팝업 응용 프로그램 메뉴, 실행 중인 응용 프로그램을 표시하는 작업 표시줄, 시계 및 시스템 트레이가 결합된 윈도우 95의 기본 디자인은 미래의 사용자 인터페이스에 큰 영향을 미쳤다. 데스크톱 운영 체제용. 윈도우 95의 핵심 UI 개념은 윈도우 자체는 물론 리눅스와 같은 다른 운영 체제에서도 현재까지 지속되어 왔으며 KDE 및 XFCE와 같은 데스크톱 환경의 기본 동작이 여러 측면에서 이를 복제하고 있다.
윈도우 95에 대한 지원이 종료되었음에도 불구하고 소프트웨어는 때때로 다양한 목적으로 레거시 시스템에서 계속 사용되었다. 또한 일부 비디오 게임 매니아는 기존 시스템으로 윈도우 95를 사용하여 오래된 도스 게임을 플레이하지만 윈도우 98과 같은 일부 다른 윈도우 버전도 이러한 목적으로 사용할 수 있다.
- 브라이언 이노(Brian Eno)는 윈도우 95 시작 소리(start-up sound)를 작곡했다.
- 시디롬 판의 윈도우 95 제품에는 위저(Weezer)의 "Buddy Holly"와 에디 브리켈(Edie Brickell)의 "Good Times" 등 뮤직 비디오 2개가 들어 있었다. 또한 빌 플림튼(Bill Plymton)의 짧은 애니메이션도 몇 개 들어 있었다.
- 시디롬 판에는 Hover! 게임이 포함되어 있었다.

## 같이 보기
- 윈도우 9x
- VCOMM
- 윈도우 98